# Cybaeus broni
Espèce
Cybaeus broni est une espèce d'araignées aranéomorphes de la famille des Cybaeidae.

## Distribution
Cette espèce est endémique du Karakoram au Gilgit-Baltistan au Pakistan,,.

## Description
La femelle subadulte syntype mesure 1,8 mm.

## Systématique et taxinomie
Cette espèce a été décrite par Caporiacco en 1935.

## Étymologie
Cette espèce est nommée en l'honneur de Leone Bron.

## Publication originale
- Caporiacco, 1935 : « Aracnidi dell'Himalaia e del Karakoram, raccolti dalla Missione italiana al Karakoram (1929-VII). » Memorie della Società Entomologica Italiana, vol. 13, no 3, p. 161-263.